# سربازی در اسرائیل

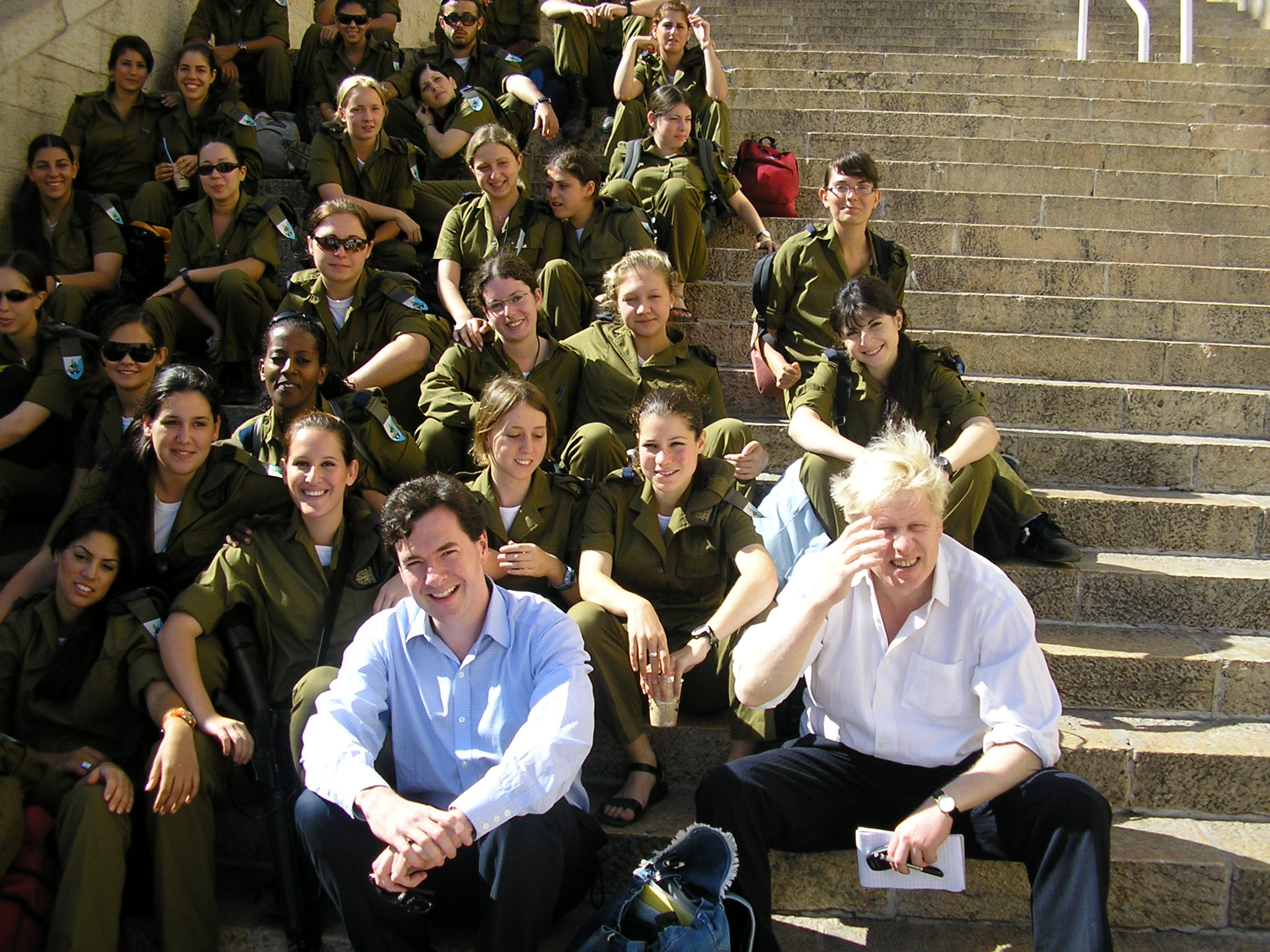
تصویری از گروهی از سربازان وظیفه در حال استراحت و گرفتن عکس یادگاری در سالروز تصرف اورشلیم شرقی.

سربازی در اسرائیل از هنگام اعلامیه استقلال اسرائیل در سال ۱۹۴۸، برای مدت معینی برای گروه‌هایی از مشمولان، اجباری شده‌است. پیش‌نویس قوانین نیروهای دفاعی اسرائیل (IDF) فقط یهودیان (مرد و زن)، دروز (فقط مرد) و چرکس (فقط مرد) را برای سربازی مشمول کرده‌است. از آنجایی که جوامع دروزی و چرکس جمعیت کمتری دارند، زنان آن‌ها به طور کلی از خدمت سربازی اجباری معاف شده‌اند. زنان جامعه یهودی اگرچه معاف نیستند، اما برای مدت کمی کوتاه‌تر از همتایان مرد خود، خدمت می‌کنند. ارتش اسرائیل، شهروندان عرب غیر دروزی اسرائیل را نیز وادار به خدمت اجباری نمی‌کند، اگرچه مردان و زنان آن‌ها ممکن است داوطلبانه نام‌نویسی کنند.
اعتراض‌هایی به سربازی در این کشور وجود دارد و گروهی از کسانی که شامل اعزام اجباری به سربازی شده‌اند، از اعزام خودداری کرده‌اند.
یک جایگزین برای کسانی که به دلایل مختلف معافیت دریافت می‌کنند، خدمات ملی است که شامل برنامه ای از خدمات در بیمارستان‌ها، مدارس و سایر چارچوب‌های رفاه اجتماعی است. اقلیت کوچکی از اعراب اسرائیل نیز داوطلبانه در ارتش خدمت می‌کنند. در نتیجه برنامه خدمت اجباری، ارتش اسرائیل تقریباً ۱۷۶۵۰۰ سرباز فعال و ۴۶۵۰۰۰ نیروی ذخیره اضافی دارد که در نتیجه آن اسرائیل را به یکی از بالاترین درصد شهروندان با آموزش نظامی در جهان تبدیل می‌کند.

## برنامه‌های آینده
بنا بر گزارش‌ها، ارتش اسرائیل به این نتیجه رسیده‌است که در مقطعی در آینده باید خدمت اجباری را با تبدیل آن به یک نیروی کاملاً داوطلبانه، پایان دهد. دلایل آن عبارتند از نبود هوادار برای خدمت سربازی در میان جوانان اسرائیلی، رشد فرار از سربازی، و محدودیت‌های مالی که مانع از آن می‌شود که ارتش اسرائیل همه افراد واجد شرایط سربازی را به خدمت سربازی بفرستد، حتی اگر فرار از سربازی مسئله‌ای نباشد. بر پایه گزارش‌ها، اسرائیل در حال مطالعه چگونگی پایان خدمت اجباری توسط ایالات متحده و کشورهای اروپایی و تبدیل نیروی نظامی به نیروهای کاملاً داوطلب برای انتقال احتمالی در آینده است.